# Black to the Blind
Black to the Blind – trzeci album studyjny polskiej, deathmetalowej grupy muzycznej Vader. Wydawnictwo ukazało się w 1997 roku, w Europie dzięki oddziałowi Impact Records firmie System Shock. W Polsce i Japonii mateirał trafił do sprzedaży, odpowiednio, nakładem Koch International Poland oraz Avalon/Marquee Inc. Rok później album trafił do sprzedaży w Stanach Zjednoczonych nakładem Pavement Music. Album uzyskał nominację do nagrody polskiego przemysłu fonograficznego Fryderyka w kategorii album roku metal.
Z płyty pochodzi prawdopodobnie najpopularniejszy utwór w dorobku zespołu zatytułowany „Carnal”, który po wydaniu płyty trafił na stałe do koncertowego repertuaru formacji. W latach późniejszych, piosenka zarejestrowana na żywo trafiła także na wszystkie koncertowe wydawnictwa grupy. Ponadto, utwór został wykorzystany w filmie Gniew (1998) w reżyserii Marcina Ziębińskiego. Kompozycja trafiła także na kompilację różnych wykonawców z muzyką z tegoż obrazu. Nagrania wydała firma Koch International Poland. W 2008 roku cztery utwory pochodzące z Black to the Blind znalazły się na kompilacji XXV. Kompozycje, w nieznacznie zmienionych aranżacjach zostały ponownie zarejestrowane, zmiksowane i zmasterowane. Jednym z tychże utworów był „Carnal” do którego został zrealizowany teledysk w reżyserii Carlosa Abysmo.

## Realizacja
Nagrania zostały zarejestrowane pomiędzy lipcem a sierpniem 1997 roku w olsztyńskim Selani Studio. Materiał został zrealizowany we współpracy z Andrzejem „Andym” Bombą, który współpracował z zespołem wcześniej w trakcie nagrań cover albumu Future of the Past (1996). Bomba wraz z Piotrem „Piterem” Wiwczarkiem był także współproducentem Black to the Blind. W trakcie sesji zostało zarejestrowanych jedenaście utworów, jednakże na podstawową edycję płyty trafiło dziesięć piosenek w całości skomponowanych przez Wiwczarka. Muzyk zarejestrował wszystkie partie gitar elektrycznych, w tym partie solowe, a także linie gitary basowej.

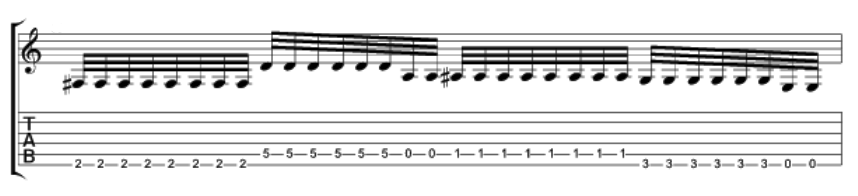
Główny riff w utworze „Carnal” autorstwa Piotra „Petera” Wiwczarka

Krzysztof „Docent” Raczkowski nagrał album przy pomocy mieszanego zestawu bębnów firmy Yamaha z serii Stage Custom i Maple Custom. Wyjątek stanowił werbel firmy Sonor, którego użyczył Piotr „Mittloff” Kozieradzki, wówczas perkusista zespołu Hate, a w latach późniejszych, współzałożyciel Riverside. Zestaw uzupełniły talerze perkusyjne firmy Zildjian. Wymienieni w składzie zespołu gitarzysta Maurycy „Mauser” Stefanowicz i basista Leszek „Shambo” Rakowski nie uczestniczyli w sesji nagraniowej. Gościnnie w nagraniach wziął udział Cezary Augustynowicz – lider zespołu Christ Agony, który zaśpiewał w utworach „True Names” i „Beast Raping”. Mastering wykonała Julita Emanuiłow, za stronę graficzną albumu odpowiedzialny był natomiast Jacek Wiśniewski. Teksty na potrzeby płyty napisali Paweł Frelik, wówczas zastępca redaktora naczelnego czasopisma muzycznego Thrash'em All, Paweł Wasilewski oraz Tomasz Krajewski, właściciel wytwórni muzycznej Pagan Records. Tytuł płyty stanowi cytat z Liber AL vel Legis Aleistera Crowleya, głównego tekstu nurtu filozoficzno-magicznego Thelemy, który stanowi oparcie dla całej warstwy lirycznej. Utwór „Beast Raping” został zadedykowany pamięci amerykańskiego naukowca i thelemity Johna Whitesidea Parsonsa.

## Promocja
Album trafił do sprzedaży w Europie 13 października 1997 roku nakładem pododdziału Impact Records firmie System Shock. 5 listopada materiał ukazał się w Japonii dzięki oficynie Avalon/Marquee Inc. Natomiast 5 grudnia płyta ukazała się w Polsce, dzięki wytwórni płytowej Koch International Poland. Z kilkumiesięcznym opóźnieniem album został wydany w Stanach Zjednoczonych przez oficynę Pavement Music. Tamtejsza premiera Black to the Blind odbyła się 21 kwietnia 1998. W ramach promocji płyty w Polsce ukazał się, bezpłatny singel Carnal / Black to the Blind, który został dołączony do specjalnego wydania czasopisma Thrash'em All – Super Poster” #1. Dodatek zawierał także wywiad z liderem zespołu Piotrem „Peterem” Wiwczarkiem, tłumaczenia tekstów na język polski oraz dodatkowe informacje o zespole. W 2000 roku płyta Black to the Blind w wersji zremasterowanej została wydana przez System Shock/Impact Records. Dwa lata później wznowienie ukazało się w Polsce dzięki Metal Mind Productions. W 2012 roku nakładem wytwórni muzycznej Witching Hour Productions ukazała się kolejna reedycja. Materiał został ponownie zmasterowany przez Wojciecha i Sławomira Wiesławskich w białostockim Hertz Studio. Zmianie uległa także okładka i oprawa graficzna, którą wykonał Zbigniew Bielak. Również w 2012 roku, dzięki firmie Night Of The Vinyl Dead Records materiał został wydany w limitowanym nakładzie na płycie gramofonowej.
Po nagraniach płyty zespół udał się w europejską trasę koncertową u boku Malevolent Creation i Vital Remains. Następnie formacja powróciła do Polski na koncerty w ramach Black to the Blind Tour. Kwartet wystąpił m.in. w Katowicach, Warszawie i Szczecinie wspierany przez Frontside, syndicate oraz Tuff Enuff. W trakcie tychże występów perkusista zespołu Vader – Krzysztof „Docent” Raczkowski grał ze złamanymi palcami dłoni w opatrunku gipsowym, wzbudzając powszechny entuzjazm wśród zgromadzonej publiczności. Grupa kontynuowała koncerty w 1998 roku w Europie i w Stanach Zjednoczonych poprzedzając amerykański zespół Morbid Angel. Olsztynianie wystąpili ponadto podczas festiwali Metalmania w Polsce oraz Wacken Open Air i Fuck the Commerce w Niemczech. Swoistym ukoronowaniem promocji Black to the Blind był koncert w Japonii w tokijskim klubie Quattro. Występ ten został zarejestrowany i wydany na płycie Live in Japan (1998). Na albumie znalazło się m.in. sześć kompozycji z Black to the Blind: „Distant Dream”, „Black to the Blind”, „Red Passage”, „Fractal Light”, „Foetus God” oraz „Carnal”. Pod koniec roku grupa odbyła kolejną europejską trasę u boku Cannibal Corpse, Kataklysm, Dark Funeral i Monstrosity. Po powrocie do Polski w październiku grupa wystąpiła w ramach sławetnego koncertu z zespołami Slayer i System of a Down w katowickim Spodku. Ostatni z tychże zespołów spotkał się ze skrajnie negatywnym przyjęciem ze względu na odmienność stylistyczną oraz wizerunkową. Wokalista System of a Down – Serj Tankian został uderzony przedmiotem ciśniętym przez jednego z uczestników koncertu. Wydarzenie stało się w latach późniejszych przedmiotem dyskusji odnośnie do kultury wśród miłośników muzyki heavymetalowej w Polsce.

## Odbiór
Album uzyskał szereg pozytywnych ocen ze strony krytyków muzycznych, które ukazały się m.in. w pismach Teraz Rock i Machina oraz serwisie Chronicles of Chaos. Redaktora pisma Teraz Rock Krzysztof Celiński w swej, pozytywnej recenzji napisał: „Black To The Blind nie jest usiana metalowymi hitami. Death chyba do tego poziomu się jeszcze nie zniżył. Parę kawałków zwraca uwagę świetnymi zmianami klimatów. Carnal, True Names i Red Passage obracają się w elastycznej, niemal thrashowej konwencji doskonałych i czadowych zmian temp i riffów. Ostatni na płycie Black To The Blind jakoś podsumowuje to, co wcześniej słyszeliśmy i zwraca uwagę klarownością planów instrumentów, stereofonicznym brzmieniem gitar, dwoma barwami głosu i lekko „hiszpańską” solówką gitary. Wydaje się, że Vader osiągnął jakiś szczyt.” Z kolei Maciej Kierzkowski na łamach Machiny napisał: „Trzecie autorskie, pełnometrażowe dzieło naszej eksportowej załogi z Olsztyna zawiera jedynie 28 min. 43 sek. muzyki, ale dawka energii, jaką serwuje nam zespół, jest potężna. Muzycznie jest to powrót do ekstremalnych korzeni z czasów pierwszego okresu udokumentowanego dwiema, obrosłymi już legendą, taśmami demo."
Wydawnictwo znalazło się na 125. miejscu listy 200 najlepszych płyt według czytelników polskiej edycji czasopisma Metal Hammer, opublikowanej w 2002 roku. Arkadiusz Lerch w ramach zestawienia napisał o płycie w następujący sposób: „[...](zespół-przyp.) Uprościł nieco skomplikowane formalnie kompozycje, wygładził brzmienie i po raz pierwszy wykorzystał nowatorski potencjał tkwiący w Docencie. Takiej szybkości jaka emanuje z Black to the Blind nie słyszałem nigdzie. I nie chodzi tylko o grindowe blasty ale głównie o straszliwie szybkie, dwójkowe rytmy z zabójczą pracę prawej ręki Doca, wygrywającej potwornie szybkie „ósemki” [...] Do tego doszły genialne w swej plastyczności riffy, bardzo charakterystyczne i wpadające w ucho. [...] Płyta powstała w Selani Studio i osiągnięte brzmienie wywołało wiele kontrowersji. Dla jednych znakomite, dla innych zbyt suche i sterylne ze zbyt wysoko brzmiącymi bębnami.[...] Tak czy inaczej jest to jedna z najznakomitszych płyt deathowych jakie powstały...” Wśród fanów zespołu album Black to the Blind spotkał się z niejednoznacznym odbiorem. Nagrania otrzymały 3.59 punktów na podstawie 434. głosów w serwisie Rate Your Music. W 1997 roku materiał uzyskał nominację do nagrody polskiego przemysłu fonograficznego Fryderyka w kategorii album roku metal.

## Lista utworów
Opracowano na podstawie materiału źródłowego.
| Nr  | Tytuł utworu                    | Słowa            | Muzyka          | Długość |
| --- | ------------------------------- | ---------------- | --------------- | ------- |
| 1.  | „Heading for Internal Darkness” | Paweł Frelik     | Piotr Wiwczarek | 03:46   |
| 2.  | „The Innermost Ambience”        | Paweł Wasilewski | Piotr Wiwczarek | 01:33   |
| 3.  | „Carnal”                        | Paweł Frelik     | Piotr Wiwczarek | 02:09   |
| 4.  | „Fractal Light”                 | Paweł Frelik     | Piotr Wiwczarek | 02:42   |
| 5.  | „True Names”                    | Paweł Frelik     | Piotr Wiwczarek | 03:37   |
| 6.  | „Beast Raping”                  | Paweł Wasilewski | Piotr Wiwczarek | 02:42   |
| 7.  | „Foetus God”                    | Paweł Wasilewski | Piotr Wiwczarek | 02:44   |
| 8.  | „The Red Passage”               | Paweł Wasilewski | Piotr Wiwczarek | 03:01   |
| 9.  | „Distant Dream”                 | Tomasz Krajewski | Piotr Wiwczarek | 02:26   |
| 10. | „Black to the Blind”            | Paweł Wasilewski | Piotr Wiwczarek | 04:07   |
|     |                                 |                  |                 | 28:47   |

| Utwór dodatkowy – edycja japońska | Utwór dodatkowy – edycja japońska | Utwór dodatkowy – edycja japońska | Utwór dodatkowy – edycja japońska | Utwór dodatkowy – edycja japońska |
| Nr                                | Tytuł utworu                      | Słowa                             | Muzyka                            | Długość                           |
| --------------------------------- | --------------------------------- | --------------------------------- | --------------------------------- | --------------------------------- |
| 1.                                | „Anamnesis”                       | Paweł Wasilewski                  | Piotr Wiwczarek                   | 3:07                              |

## Twórcy
Opracowano na podstawie materiału źródłowego.
| Zespół Vader w składzie - Piotr „Peter” Wiwczarek – gitara rytmiczna, gitara prowadząca, gitara basowa, śpiew, produkcja muzyczna - Maurycy „Mauser” Stefanowicz – gitara prowadząca[A] - Leszek „Shambo” Rakowski – gitara basowa[A] - Krzysztof „Docent” Raczkowski – perkusja, sample Dodatkowi muzycy - Cezary Augustynowicz – gościnnie śpiew (5, 6) Notatki - A^ Wymieniony na płycie, nie brał udziału w nagraniach. |  | Produkcja - Andrzej „Andy” Bomba – produkcja muzyczna, miksowanie - Julita Emanuiłow – mastering - Paweł Frelik – słowa - Paweł Wasilewski – słowa - Tomasz Krajewski – słowa - Michał Pasich – zdjęcia - Jacek Wiśniewski – projekt okładki i wykonanie - Wojciech i Sławomir Wiesławscy – remastering (2012) - Zbigniew Bielak – okładka, oprawa graficzna (reedycja; 2012) |

## Wydania
| Rok  | Nr katalogowy | Format                 | Wytwórnia                       | Region            | Źródło       |
| ---- | ------------- | ---------------------- | ------------------------------- | ----------------- | ------------ |
| 1997 | IR-C-104      | CD, Album              | System Shock/Impact Records     | Niemcy/Europa     | [ 7 ] [ 22 ] |
| 1997 | MICY-1026     | CD, Album              | Avalon/Marquee Inc.             | Japonia           | [ 7 ] [ 23 ] |
| 1997 | 33722-2       | CD, Album              | Koch International Poland       | Polska            | [ 7 ] [ 24 ] |
| 1997 | 33722-2       | Cass, Album            | Koch International Poland       | Polska            | [ 7 ]        |
| 1998 | 76962-32277-2 | CD, Album              | Pavement Music                  | Stany Zjednoczone | [ 7 ] [ 25 ] |
| 2000 | IR-C-151      | CD, Album, RE, RM, Dig | System Shock/Impact Records     | Niemcy/Europa     | [ 7 ] [ 26 ] |
| 2002 | MMP CD 0155   | CD, Album, RM          | Metal Mind Productions          | Polska/Europa     | [ 7 ] [ 27 ] |
| 2012 | EVIL 042 CD   | CD, Album, RE, RM      | Witching Hour Productions       | Polska/Europa     | [ 7 ]        |
| 2012 | NIGHT131      | LP, Album, Ltd         | Night Of The Vinyl Dead Records | Włochy/Europa     | [ 7 ]        |